# NGC 2946
NGC 2946 is een balkspiraalstelsel in het sterrenbeeld Leeuw. Het hemelobject werd op 1 april 1864 ontdekt door de Duitse astronoom Albert Marth.

## Synoniemen
- UGC 5143
- MCG 3-25-13
- ZWG 92.20
- IRAS09362+1715
- PGC 27521